# Liste der Naturdenkmale in Neulingen
| Naturdenkmale | Anzahl |
| ------------- | ------ |
| FND           | 0      |
| END           | 3      |
| Gesamt        | 3      |

Die Liste der Naturdenkmale in Neulingen nennt die verordneten Naturdenkmale (ND) der im baden-württembergischen Enzkreis liegenden Gemeinde Neulingen. In Neulingen gibt es insgesamt drei als Naturdenkmal geschützte Objekte, keines ist ein flächenhaftes Naturdenkmal (FND), alle sind Einzelgebilde-Naturdenkmale (END).
Stand: 1. November 2016.

## Einzelgebilde (END)
| Name                                                | Bild | Kennung     | Einzelheiten | Position | Fläche Hektar | Datum         |
| --------------------------------------------------- | ---- | ----------- | ------------ | -------- | ------------- | ------------- |
| Wiesen-Speierling im Gewann Schlößle                | BW   | 82360730001 | Neulingen    | ⊙        | 0,0           | 19. Sep. 1988 |
| Wiesen-Speierling in der Klamme im Gewann Seehälden | BW   | 82360730002 | Neulingen    | ⊙        | 0,0           | 19. Sep. 1988 |
| Wiesen-Speierling in der Staig                      | BW   | 82360730003 | Neulingen    | ⊙        | 0,0           | 19. Sep. 1988 |
| Legende für Naturdenkmal                            |      |             |              |          |               |               |